# مک‌اواس سونوما
مک‌اواس سونوما (انگلیسی: MacOS Sonoma) (نسخه ۱۴٫۰) بیستمین نسخهٔ بزرگ مک‌اواس، سیستم‌عامل اپل برای رایانه‌های مک است. جانشین مک‌اواس ونچورا، در کنفرانس جهانی توسعه‌دهندگان اپل (WWDC) 2023 در ۵ ژوئن ۲۰۲۳ معرفی شد. نام آن برگرفته از منطقه شراب واقع در شهرستان سونوما، کالیفرنیا است. این نسخه در روز سه‌شنبه، ۲۶ سپتامبر ۲۰۲۳ (۴ مهر ۱۴۰۲) منتشر شد.

## سیستم مورد نیاز
مک‌اواس سونوما از مک‌های دارای تراشه اپل و تراشه‌های Xeon-W اینتل و نسل هشتم کافی لیک/امبر لیک یا جدیدتر پشتیبانی می‌کند و پشتیبانی از مدل‌های مختلف عرضه شده تا سال ۲۰۱۷ را متوقف کرده‌است. آی‌مک ۲۰۱۹ تنها مک اینتل با پشتیبانی سونوما است که فاقد تراشه T2 است. سونوما از مدل‌های مک زیر پشتیبانی می‌کند:
- آی‌مک ۲۰۱۹ به بعد
- آی‌مک پرو ۲۰۱۷
- مک‌بوک ایر ۲۰۱۸ به بعد
- مک‌بوک پرو ۲۰۱۸ به بعد
- مک مینی ۲۰۱۸ به بعد
- مک پرو ۲۰۱۹ به بعد
- مک استودیو همه مدل‌ها